# Melis György
Melis György (Szarvas, 1923. július 2. – Budapest, 2009. november 27.) Kossuth- és háromszoros Liszt Ferenc-díjas magyar operaénekes (bariton), érdemes és kiváló művész, a Halhatatlanok Társulatának örökös tagja.

## Élete

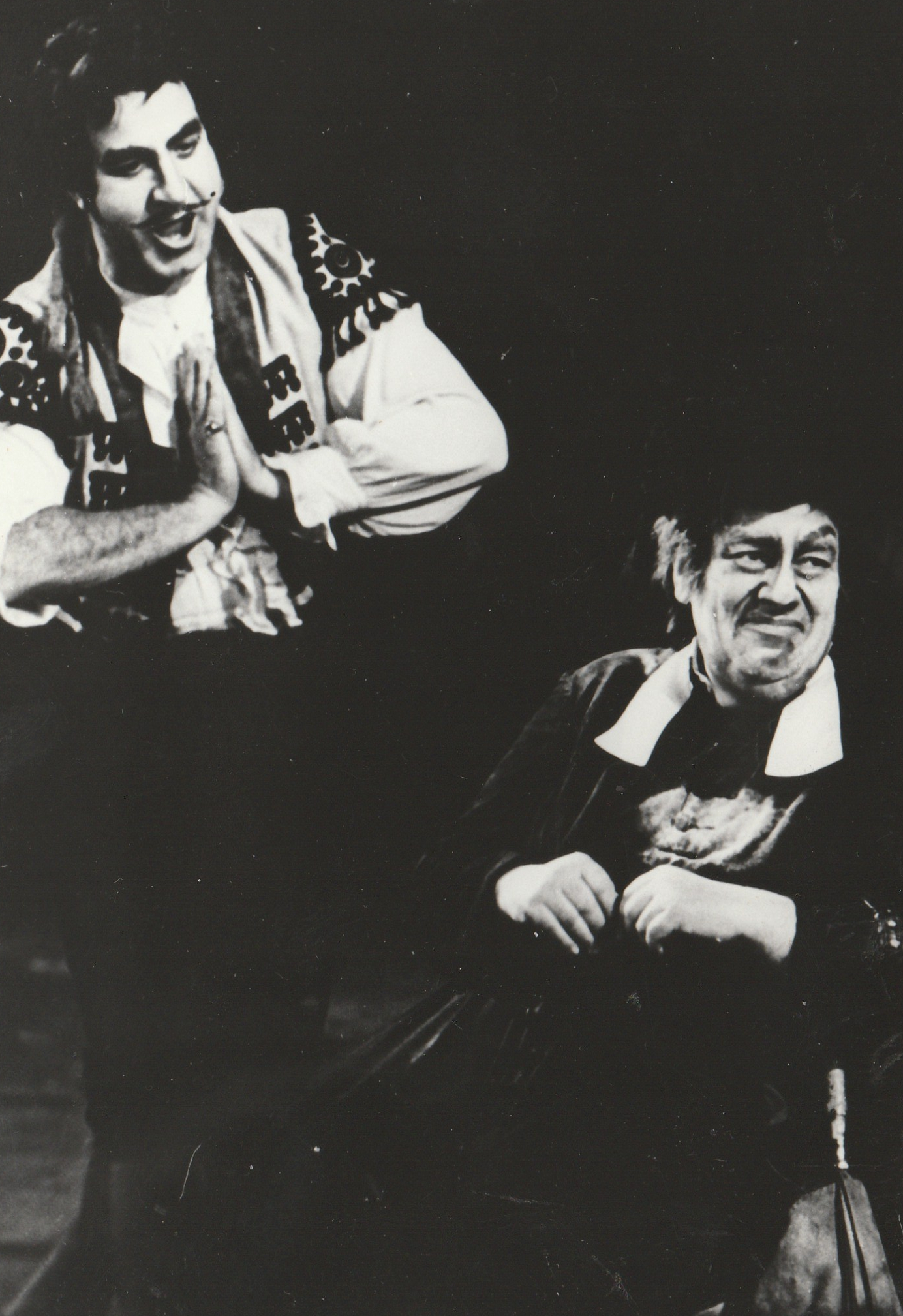
Figaro szerepében Domahidy Lászlóval

Békés vármegyei szlovák paraszti családból származott. A Szarvashoz tartozó Csipkár soron lévő tanyán született, hetedik gyermekként. A család szlovákul beszélt, fiuk is csak ötéves korára tanult meg magyarul. Apja, Melis Mihály fiát is földművesnek szánta, csak tanítója rábeszélésére engedte, hogy hat osztályt járjon, majd a helyi gimnáziumot is elvégezte. Az Evangélikus Újtemplomban énekelt, Bartos Pál lelkész fedezte fel tehetségét, és a gyülekezet patronálta. Önképzéssel megtanult nagybőgőzni is, játszott a város zenekarában.
1943-ban került Budapestre, hogy a Műegyetem építészhallgatója legyen, de a vonzóbb énekesi pálya miatt próbát énekelt Rosthy Annie-nál, akinek rövid időre magántanítványa is lett. Az ő tanácsára felvételizett 1944 tavaszán a Zeneakadémiára, de tanulmányait a háború miatt csak a következő évben kezdhette el, Molnár Imre, Sallay Józsa, majd Révhegyi Ferencné növendékeként. A Magyar Állami Operaházba Tóth Aladár szerződtette egy vizsgaelőadás alapján, 1949-ben. Az év október 18-án debütált Bizet Carmenjének Moraleseként. Első főszerepe a Don Pasquale Malatesta doktora volt, 1950. március 24-én. 1951-ben szerezte meg énekesi oklevelét.
Wagner műveinek kivételével az operairodalom szinte minden jelentős baritonszerepét (közel hetvenet) elénekelte. Énektudása mellett színészi tevékenysége is elismert. Szlovák anyanyelve ellenére, egyetlen énekesként a Kazinczy-díjat is átvehette. 1988-ban alapította saját díját: a Melis György-emlékplakettet évente adják a legszebb, legtisztább magyar kiejtésű énekesnek. Két évtized alatt csaknem húsz művész vette át az elismerést. 1989 óta az Operaház örökös tagja. 1991 decemberében ünnepelték kétezredik operai fellépését, a Così fan tuttéban.
Szerte Európában és a tengerentúlon is (Egyesült Államok, Mexikó) nagy sikerrel vendégszerepelt.
A Milánói Scalában – Marton Évával – énekelte a Kékszakállú herceg vára címszerepét.
Gyakran és szívesen énekelte a magyar nóta remekeit is.

## Emlékezete

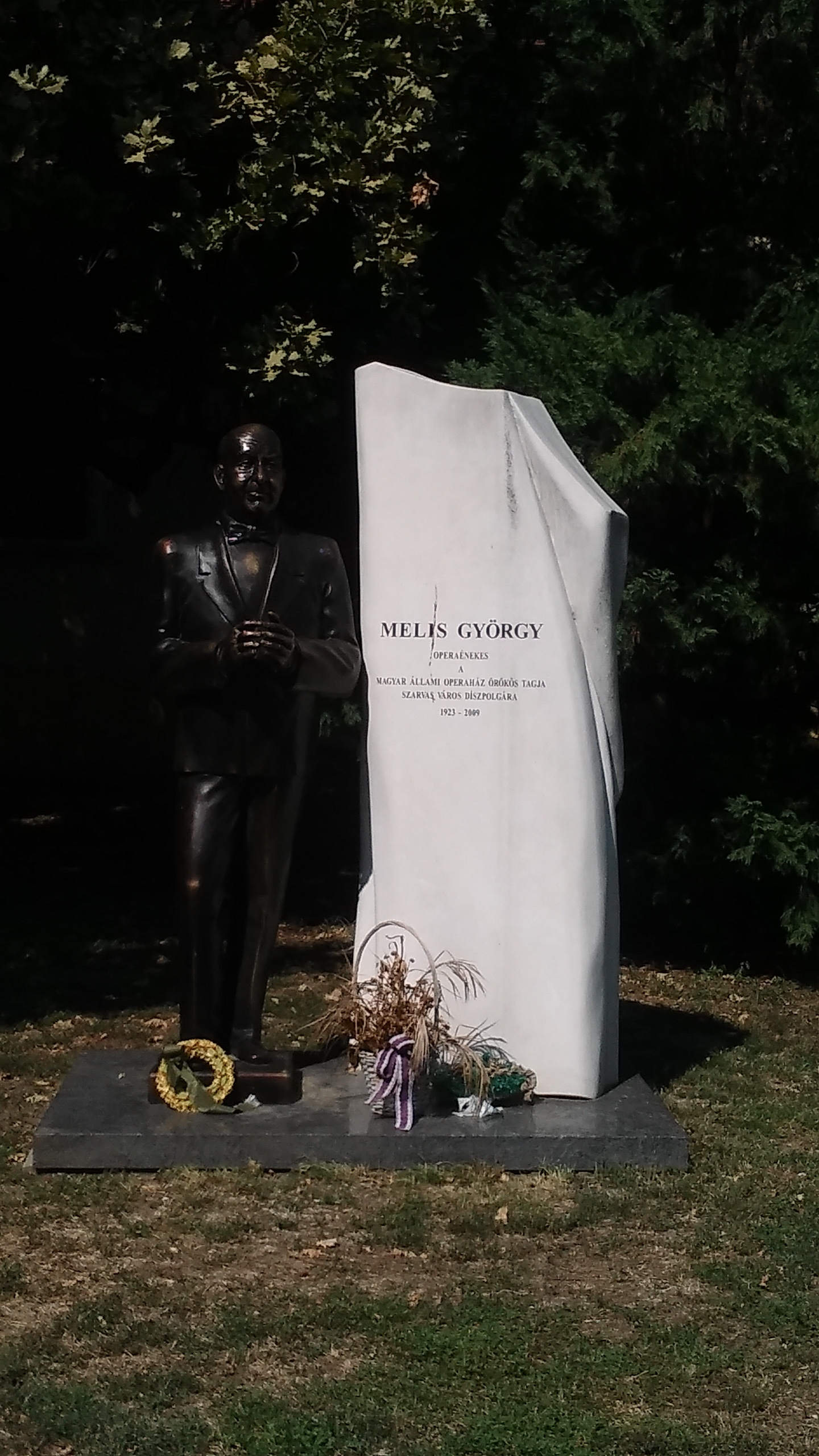
Szobra Szarvason

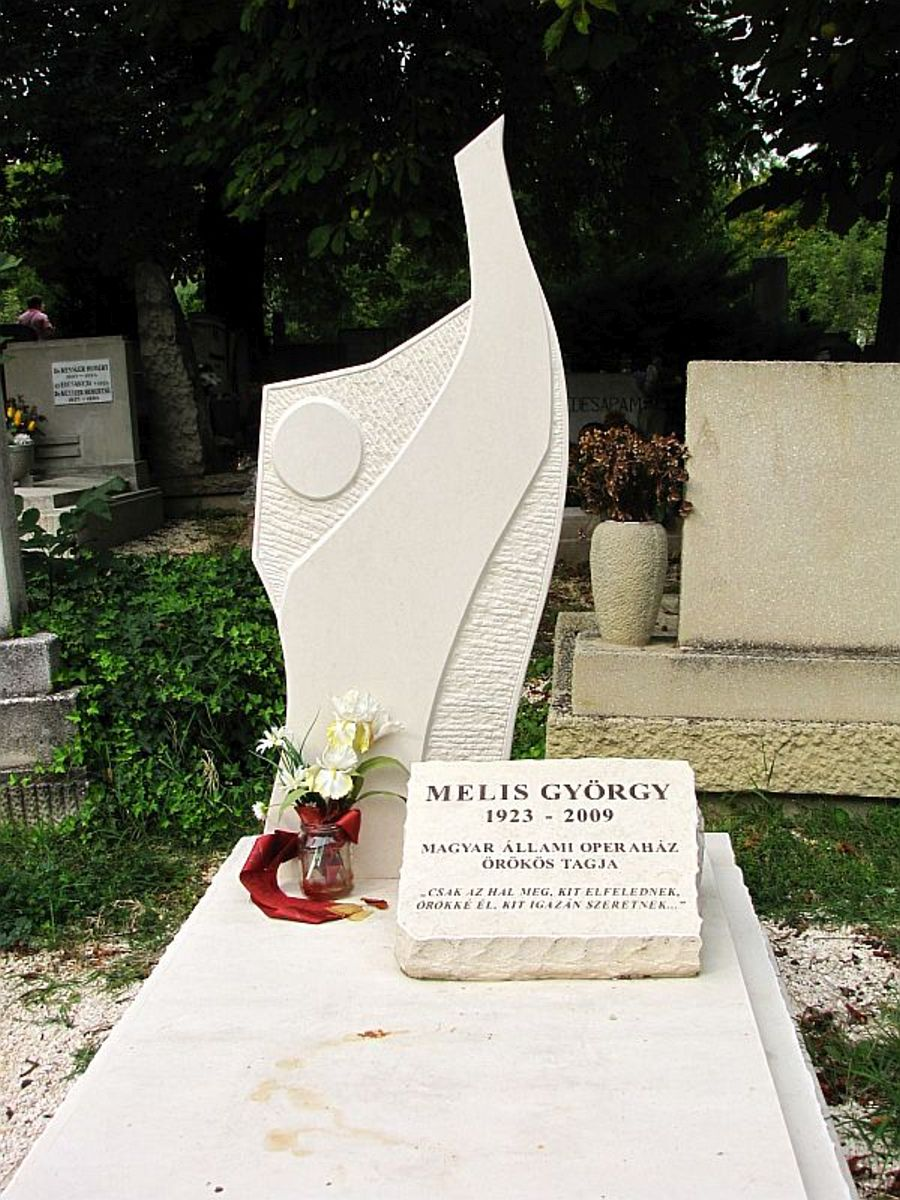
Sírja a Farkasréti temetőben: 25.

- Egykori gimnáziumában alapítvány viseli a nevét.
- Szarvason a Jobbik Magyarországért Mozgalom javaslatára 2010-ben utcát neveztek el róla.
- Ugyanitt egészalakos bronz szobra is megtalálható.

## Szerepei
- Bartók Béla: A kékszakállú herceg vára – A kékszakállú
- Ludwig van Beethoven: Fidelio – Don Fernando
- Berté Henrik: Három a kislány – Tschöll Keresztély; Schober
- Georges Bizet: Carmen – Escamillo; Morales
- Domenico Cimarosa: Titkos házasság – Robinson gróf
- Pjotr Iljics Csajkovszkij: Jevgenyij Anyegin – címszerep
- Pjotr Iljics Csajkovszkij: A pikk dáma – Jeleckij herceg
- Claude Debussy: Pelléas és Mélisande – Golaud
- Gaetano Donizetti: A csengő – Enrico
- Gaetano Donizetti:  Don Pasquale – címszerep; Malatesta
- Erkel Ferenc: Hunyadi László – Cillei Ulrik
- Erkel Ferenc: Bánk bán – Tiborc; Petur bán; Biberach
- Farkas Ferenc: Csínom Palkó – Balogh Ádám
- Georg Friedrich Händel: Rodelinda – Bertaric
- Kacsóh Pongrác: János vitéz – Kukorica Jancsi; A francia király; Strázsamester
- Kodály Zoltán: Háry János... – címszerep; Napóleon
- Kodály Zoltán: Székelyfonó – A kérő
- Ruggero Leoncavallo: Bajazzók – Tonio
- Julij Szergejevics Mejtusz: Az Ifjú Gárda – Jevgenyij Sztahovics
- Stanisław Moniuszko: Halka – Janusz
- Wolfgang Amadeus Mozart: Szöktetés a szerájból – Szelim basa
- Wolfgang Amadeus Mozart: Figaro lakodalma – Almaviva gróf
- Wolfgang Amadeus Mozart: Don Juan – címszerep
- Wolfgang Amadeus Mozart: Così fan tutte – Guglielmo; Don Alfonso
- Wolfgang Amadeus Mozart: A varázsfuvola – Papageno; Öreg pap [Sprecher]
- Modeszt Petrovics Muszorgszkij: Hovanscsina – Saklovityij
- Jacques Offenbach: Kékszakáll – Popolani
- Carl Orff: Az okos lány – Király
- Petrovics Emil: C’est la guerre – Férj
- Polgár Tibor: A kérők – Károly
- Giacomo Puccini: Manon Lescaut – Lescaut hadnagy
- Giacomo Puccini: Bohémélet – Marcel
- Giacomo Puccini: Gianni Schicchi – címszerep
- Giacomo Puccini: Turandot – Ping
- Ránki György: Pomádé király új ruhája – Garda Roberto
- Nyikolaj Andrejevics Rimszkij-Korszakov: Az aranykakas – Dodon cár
- Gioachino Rossini: A sevillai borbély – Figaro
- Gioachino Rossini: Ory grófja – Roberto
- Johann Strauss d. S.: A denevér – Dr. Falke
- Johann Strauss d. S.: A cigánybáró – Zsupán Kálmán; Gábor diák
- Richard Strauss: Salome – Johanaan
- Szabó Ferenc: Légy jó mindhalálig – Pósalaky
- Szokolay Sándor: Sámson – címszerep
- Giuseppe Verdi: Nabucco – címszerep
- Giuseppe Verdi: Macbeth – címszerep
- Giuseppe Verdi: A trubadúr – Luna gróf
- Giuseppe Verdi: Rigoletto – Marullo
- Giuseppe Verdi: La Traviata – Georges Germont; Douphol báró
- Giuseppe Verdi: A végzet hatalma – Don Carlos
- Giuseppe Verdi: Álarcosbál – René
- Giuseppe Verdi: Aida – Amonasro
- Giuseppe Verdi: Don Carlos – Posa márki
- Giuseppe Verdi: Otello – Jago
- Giuseppe Verdi: Falstaff – címszerep

## Filmjei
- Erkel (1952)
- „C'est la guerre” (1964, tv-film)
- Denevér (1965, tv-film)
- A csengő (1966, tv-film)
- Don Giovanni (1966, színházi közvetítés a Komische Operből, NDK)
- Nem várok holnapig... (1967)
- A kékszakállú herceg vára (1970, tv-film)
- Gianni Schicchi (1975, tv-film)
- Barrabás (1977, tv-film)
- A sevillai borbély (1977, tv-film)
- Otelló (1978, tv-film)
- Bajazzók (1979, tv-film)
- Névtelen hősök (1982, tv-film)
- Székelyfonó (1982, tv-film)
- Az élet muzsikája – Kálmán Imre (1984)
- Hoffmann meséi (1984, tv-film)
- Hány az óra, Vekker úr? (1985)
- Banánhéjkeringő (1987)
- Három a kislány (1988, tv-film)
- Szomszédok, 82–84. rész (1990, tv-sorozat)
- Esküdtszéki tárgyalás (1991, tv-film)
- Balekok és banditák (1997)

Számos mozi- és tv-filmben kölcsönözte a hangját színészeknek.

## Díjai, elismerései
- Liszt Ferenc-díj (1954, 1957, 1973)
- Érdemes művész (1959)
- Kossuth-díj (1962)
- Kiváló művész (1967)
- Kazinczy-díj (1974)
- Munka Érdemrend – arany fokozat (1980)
- Szarvas díszpolgára (1986)[6]
- Bartók–Pásztory-díj (1986)
- A Magyar Állami Operaház örökös tagja (1989)
- Erzsébet-díj (1993)
- A Magyar Köztársasági Érdemrend középkeresztje (1994)
- Örökös tag a Halhatatlanok Társulatában (1996)
- Inter-Lyra-díj (1998)[7]
- Magyar Örökség díj (1998)
- Budapestért díj (1998)
- A Magyar Köztársasági Érdemrend középkeresztje a csillaggal (2003)
- Hazám-díj (2003)
- Óbuda-Békásmegyer díszpolgára (2003)
- A Magyar Állami Operaház Mesterművésze (2003)
- Gundel művészeti díj (2003)
- Táncsics Mihály-díj (2005)
- Prima díj (2008)

## Kép és hang
- Háry János toborzó[halott link]
- Tiszán innen Dunán túl Partnere: Marton Éva
- Tiszán innen Dunán túl Partnere: Máté Ottilia
- Nyugodjék békében[halott link]
- Sevillai borbély
- Álmaimban valahol[halott link]
- Mecseki csárdás; Paprika só[halott link]